# Међународно удружење за регионалне науке
Међународно удружење за регионалне науке (енгл. Regional Science Association International, RSAI) је међународна организација на глобалном нивоу која окупља стручњаке и институције које се баве темом регионалног развоја. Организација је основана 1954. године као међународна заједница научника заинтересованих за регионалне утицаје националних или глобалних процеса економских и друштвених промена. Седиште организације се налази на Универзитету Азора, Азорска острва, Португал. Организација окупља 22 организације за регионалне науке на нивоу континената и држава из разних делова света.